# اکسیس کپیتال
اکسیس کپیتال (انگلیسی: AXIS Capital) شرکت بیمه برمودایی است، که در سال ۲۰۰۱ تأسیس شد.